# Camillo Berneri
Camillo Berneri (Lodi, 20 de mayo de 1897-Barcelona, 5 de mayo de 1937), también conocido como Camillo da Lodi, fue un profesor de filosofía, escritor, propagandista y militante anarquista italiano.

## Biografía
Nació en la localidad italiana de Lodi el 20 de mayo de 1897. En su juventud militó en las Juventudes Socialistas. Llegó a participar en la Primera Guerra Mundial —a pesar de su oposición a la contienda—, siendo herido en combate. Más tarde estudió filosofía en la universidad de Florencia, donde fue discípulo de Gaetano Salvemini. Se graduó en 1922 y comenzó a impartir clase en dicha universidad. Militaría en la Unione Anarchica Italiana. Exiliado de Italia con el ascenso al poder de las fuerzas fascistas lideradas por Benito Mussolini, se trasladaría a España, a donde llegó en 1936. 
Tras el estallido de la Guerra civil organizó junto a Carlo Rosselli la primera columna de voluntarios italianos para combatir en el frente de Aragón. Incorporado a la columna miliciana de Joaquín Ascaso, tuvo que abandonar el frente por problemas médicos y regresó a Barcelona, donde creó y fue editor-jefe del periódico Guerra di classe, colaborando también en la emisora de radio de la CNT-FAI de Barcelona. Fue un acérrimo defensor de la Revolución social española de 1936. En cambio, se mostró muy crítico tanto con la participación de la CNT-FAI en el gobierno de la República como con el extremismo anarquista. Durante su estancia en Barcelona, Berneri llegó a estar bajo vigilancia de la policía secreta de la Italia fascista, la OVRA.
Durante el transcurso de las llamadas «Jornadas de mayo de 1937» fue detenido por un grupo no identificado y asesinado junto a su secretario Francesco Barbieri, en circunstancias desconocidas. Sus cuerpos serían encontrados en las calles del centro de Barcelona durante la noche del 5 al 6 de mayo. La prensa anarquista de la época acusó a miembros del Partido Socialista Unificado de Cataluña (PSUC) de ser responsables de la detención, por lo que algunos autores han atribuido frecuentemente sus muertes a los sectores comunistas. No obstante, ya en junio de 1937 un informe oficial de la CNT habría señalado la participación en el asesinato de agentes de la OVRA, los cuales habrían actuado en connivencia con elementos profascistas del partido Estat Català. Con posterioridad, esta versión que implicaba a la policía secreta de Mussolini ha sido apoyada por ciertos historiadores. Fue asesinado en la plaza del Ángel de Barcelona.

## Familia
Estuvo casado desde 1917 con Giovannina Caleffi, con quien tuvo dos hijas: Marie Louise y Giliana.

## Obras
- L'operaiolatrìa
- Il lavoro attraente
- El delirio racista
- Le Juif antisémite
- Lo spionaggio fascista all'estero
- Mussolini normalizzatore
- Mussolini alla conquista delle Baleari
- Le péché originel
- La donna e la garçonne
- Guerre de classes en Espagne
- Pensieri e battaglie
- Pietro Kropotkine federalista
- Il cristianesimo e il lavoro
- Le Léonard de S. Freud - Cahiers Psychologiques n°1